# Gabriele Santini
Gabriele Santini (Perugia, 20 gennaio 1886 – Roma, 13 novembre 1964) è stato un direttore d'orchestra italiano, particolarmente noto in campo operistico.

## Biografia

### Gli inizi
Si forma nei conservatori di Perugia e di Bologna. Ancor prima di diplomarsi diviene assistente di Arturo Toscanini (1907-1909) e per un breve periodo di Gino Marinuzzi. Molto attivo in Argentina, dove si reca di frequente fra il 1910 e il 1914, è  per alcuni anni uno dei direttori più quotati del Teatro Colón di Buenos Aires, imponendosi all'attenzione del grande pubblico e della critica in opere verdiane e della scuola verista (Mascagni e Giordano in particolare).
Nel febbraio del 1914, alle soglie della prima guerra mondiale, dirige in una Trieste ancora irredenta La traviata, con Rosina Storchio e Fernando Carpi, e Don Pasquale, ancora con la Storchio e Giuseppe Kaschmann. 
Negli anni seguenti dirige a Roma, Firenze, Napoli, Parma, ecc..
Al Teatro Costanzi nel 1920 dirige La forza del destino con Ezio Pinza, Manon (Massenet) con Giacomo Lauri-Volpi e Pinza, nel 1922 Tosca (opera) e la ripresa di "La fanciulla del West" e nel 1923 la ripresa di "Madama Butterfly" e la première di "Petronio" di Gustavo Giovannetti.
Il 16 giugno 1922 lo ritroviamo nuovamente al Teatro Colón di Buenos Aires con Francesca da Rimini di Rachmaninov, interpretata dal soprano Gilda Dalla Rizza, nella prima rappresentazione dell'opera in America Latina.

### Gli anni scaligeri
Nel 1924 Arturo Toscanini, che, come già segnalato, lo aveva avuto molti anni prima come assistente e che nutre per lui grande stima, lo chiama alla Scala. Gabriele Santini dirigerà, nelle stagioni 1924-1929, numerose opere soprattutto del repertorio verdiano e della giovane scuola italiana, fra cui  Macbeth, Il trovatore, Aida, Madama Butterfly (memorabile la rappresentazione del 12 maggio 1928 con Rosetta Pampanini e Antonio Melandri), Tosca (restate nell'albo d'oro scaligero le rappresentazioni dell'aprile 1928 con Gilda Dalla Rizza, Aureliano Pertile e Mariano Stabile) e molte altre. Poche settimane prima di lasciare Milano per Roma dirige, 19 febbraio 1929, la prima scaligera de L'Heure espagnole di Maurice Ravel; fra gli interpreti il soprano spagnolo Conchita Supervía e il basso Salvatore Baccaloni. La tiepida accoglienza ricevuta dalla stessa opera tre anni prima a Torino si trasforma alla Scala, grazie anche alla direzione di Santini, in un autentico trionfo.

### Roma

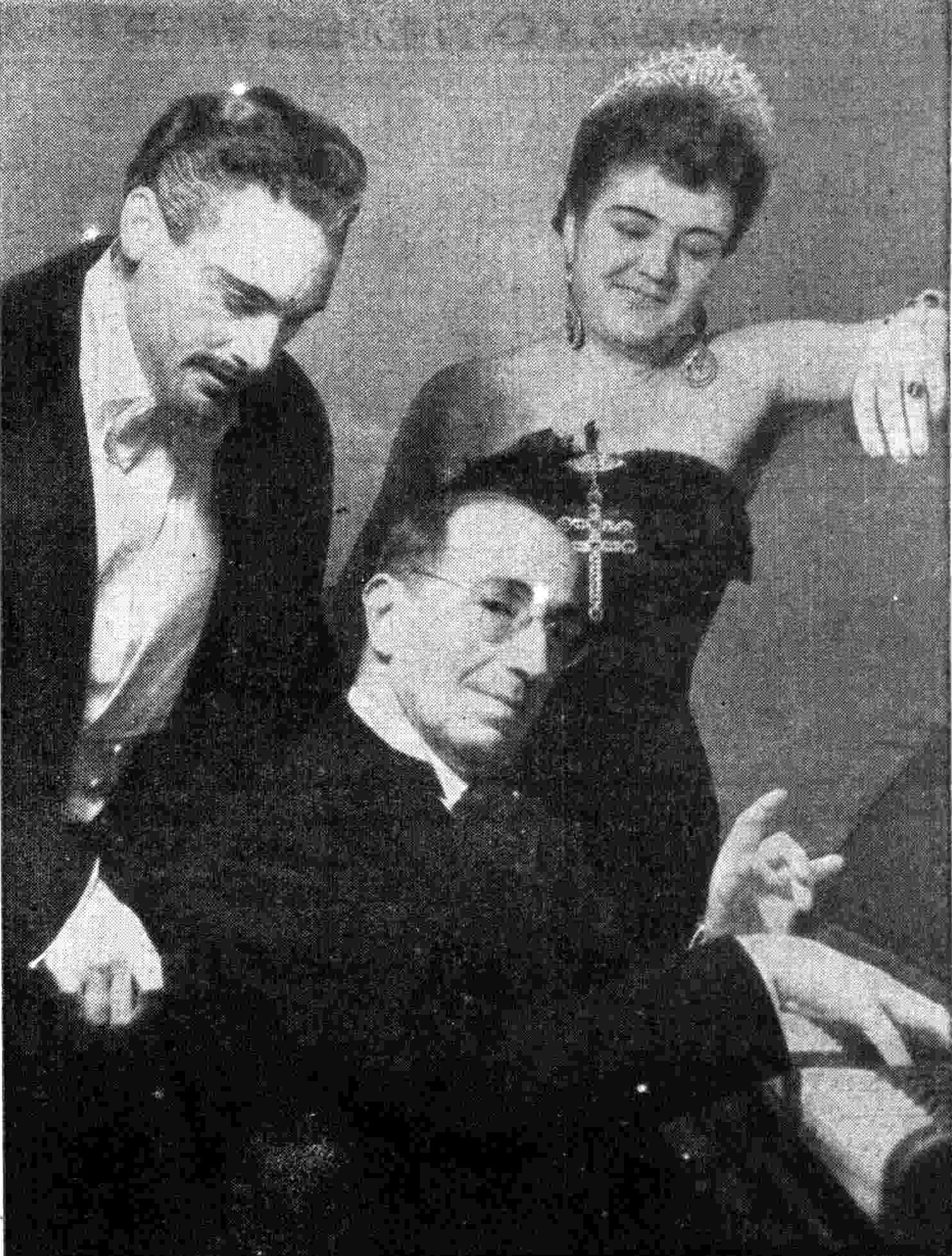
Gabriele Santini dà suggerimenti a Mario Del Monaco e Maria Caniglia in un intervallo di Fedora a Roma, 1947 circa

Fra il 1929 e il 1932, e successivamente dal 1945 al 1962, Santini è primo direttore d'orchestra e direttore musicale del Teatro dell'Opera di Roma. Sono gli anni della piena maturità, che lo vedono impegnato nella valorizzazione dei giovani compositori italiani e stranieri contemporanei e nella ripresa di titoli del repertorio ottocentesco italiano, con particolare riguardo a Verdi, Bellini e Donizetti. Non trascura inoltre il repertorio della giovane scuola italiana, e in particolare Pietro Mascagni, ancora in attività nella prima metà degli anni trenta. Fra gli anni trenta e cinquanta dirige una quindicina di prime rappresentazioni, italiane (Cristoforo Colombo di Darius Milhaud, Roma 1954), europee (Amelia al ballo di Gian Carlo Menotti, Sanremo 1938) e mondiali (Il dottor Antonio di Franco Alfano, Roma 1954).
Nel 1930 dirige la ripresa nel Teatro Reale dell'Opera di Roma di "Il trovatore" con Giacomo Lauri-Volpi e la prima rappresentazione di "Le preziose ridicole" di Felice Lattuada con Ebe Stignani e di "Il re" di Umberto Giordano con Bidu Sayão e replica di "Casanova a Venezia" di Riccardo Pick-Mangiagalli, nel 1931 la ripresa di "Aida", nel 1932 La bohème con Claudia Muzio, nel 1933 la ripresa di "Gianni Schicchi", nel 1946 la ripresa di "La Valchiria", di Hänsel e Gretel (opera) con Alda Noni, di "Il carillon magico" di Pick-Mangiagalli, di "La Wally" e di "La favorita" con la Stignani e Lauri-Volpi, nel 1948 la ripresa di Lohengrin (opera) con Boris Christoff, nel 1949 la ripresa di "Manon Lescaut", nel 1950 le prime rappresentazioni a Caracalla di Nerone (Boito) e di "Mosè in Egitto" con Rolando Panerai, nel 1953 la prima rappresentazione a Caracalla di Guglielmo Tell (opera) con Antonietta Stella e Tito Gobbi, nel 1954 la prima rappresentazione a Caracalla di "Nabucco" con Gabriella Tucci, Miriam Pirazzini, Gobbi e Christoff, nel 1956 la ripresa nel Teatro dell'Opera di "I vespri siciliani", nel 1957 la ripresa di "Aida" con Anita Cerquetti, Giulietta Simionato e Franco Corelli e nel 1958 la ripresa di "L'elisir d'amore" con Ferruccio Tagliavini ed Italo Tajo.
Al Teatro Verdi (Trieste) nel 1939 dirige Il trovatore con la Stignani, L'Arlesiana (opera) con Tito Schipa, Amelia al ballo di Menotti con Iris Adami Corradetti, Salomè (opera), L'amore dei tre re di Italo Montemezzi, Madama Butterfly con Licia Albanese, il balletto Il carillon magico di Pick-Mangiagalli, Hänsel e Gretel (opera) e Carmen (opera).
Nel 1941 dirige le prime rappresentazioni nel Teatro Vittorio Emanuele I di Torino di "La Gioconda" con Cloe Elmo e Beniamino Gigli e di Andrea Chénier (opera).
Per il Teatro Comunale di Firenze nel 1949 la prima rappresentazione di "L'assedio di Corinto" con Renata Tebaldi, nel 1951 la ripresa di "Aida" con la Tebaldi, la Barbieri e Lauri-Volpi, nel 1955 la prima rappresentazione nel Giardino di Boboli di "Norma" con la Cerquetti, Fedora Barbieri e Corelli e nel 1956 dirige la ripresa di "La bohème"  e di "Madama Butterfly".
Nel 1951 dirige Giovanna d'Arco (opera) con la Tebaldi nella ripresa nel Teatro San Carlo di Napoli e nella prima rappresentazione nel Théâtre de l'Opéra di Parigi.
Nel 1952 dirige la ripresa nel Teatro San Carlo di Napoli di Adriana Lecouvreur (opera) con la Tebaldi e Giuseppe Taddei.

### Maria Callas

Gabriele Santini, in una foto del 1961

Gabriele Santini dirige per la prima volta Maria Callas il 18 settembre 1949 a Perugia, nella Chiesa di San Pietro, nell'oratorio San Giovanni Battista di Alessandro Stradella, con un allora semisconosciuto Cesare Siepi.
Nel 1952 dirige I puritani con Lauri-Volpi e Maria Callas Meneghini al Teatro Costanzi.

L'incontro successivo avviene nella stagione lirica romana 1952-1953 con una Traviata (il 15, 18 e 21 gennaio 1953, con Francesco Albanese e Ugo Savarese), che riscuote un successo eccezionale. Nel settembre di quello stesso anno la RAI convoca a Torino Gabriele Santini e gli stessi interpreti per l'incisione su disco. A detta di molti critici sarà un delle migliori edizioni discografiche dell'opera. Scrive in proposito Paolo Isotta, critico musicale del Corriere della Sera: 
Sull'onda del successo di Traviata, Santini torna a dirigere la Callas ancora nel 1953 a Roma, prima in Norma, con Franco Corelli e Fedora Barbieri e successivamente nel Trovatore, in cui il soprano greco-americano è affiancato nelle tre rappresentazioni (16, 19 e 23 dicembre 1953) da un cast d'eccezione: Lauri-Volpi, la Barbieri e Paolo Silveri. Anche questa volta non mancherà un grande successo di critica e di pubblico, che si ripeterà due anni più tardi in occasione della Medea, interpretata, oltre che dalla Callas, da Francesco Albanese, la Barbieri, Boris Christoff e Gabriella Tucci.
I destini umani e artistici di Gabriele Santini e Maria Callas si incrociano per l'ultima volta al Teatro dell'Opera di Roma il 2 gennaio 1958, in occasione di un nuovo allestimento di Norma. È presente il presidente Giovanni Gronchi e c'è molta attesa fra il pubblico. Quanto accade in quella memorabile serata sarà oggetto di discussione fino ai giorni nostri. La Callas si rifiuta di cantare dopo il primo atto dell'opera per motivi mai del tutto chiariti. L'Italia tutta interpreta questo rifiuto come un'offesa arrecata al paese nella persona del suo presidente e il soprano greco non verrà più invitata a cantare a Roma. Gabriele Santini si rifiuterà successivamente di dare un giudizio personale sull'accaduto, ma un anno e mezzo più tardi, quando verrà invitato a dirigere presso la Royal Opera House di Londra un concerto della Callas, opporrà un cortese rifiuto.

### Gli ultimi anni

Gabriele Santini, in una foto scattata durante una registrazione presso il Teatro dell'Opera di Roma

Ancora nel gennaio 1958 a Roma dirige Madama Butterfly con Antonietta Stella, Ferruccio Tagliavini e Tito Gobbi.
Negli ultimi anni di carriera, pur non abbandonando completamente la conduzione orchestrale in teatro, si dedica soprattutto alle incisioni discografiche.
Nel 1959 incide per la EMI,  con l'Orchestra del Teatro dell'Opera di Roma, Madama Butterfly, interpretata da Victoria de los Ángeles, Jussi Björling e Mario Sereni. L'album riceverà in quello stesso anno uno dei più prestigiosi riconoscimenti a livello internazionale: il Grammy Award for the best Opera recordings.
Al Royal Opera House, Covent Garden di Londra nel 1960 dirige Otello (Verdi) con Giuseppe Taddei.
Alla Scala nel dicembre 1960 dirige Don Carlos (opera) con Boris Christoff, Flaviano Labò, Ettore Bastianini, Nicolai Ghiaurov, Antonietta Stella e Giulietta Simionato, nel 1961 registra un secondo Don Carlo, con l'Orchestra del Teatro alla Scala, interpretato da Flaviano Labò, Boris Christoff, Antonietta Stella, Ettore Bastianini e Fiorenza Cossotto, nel 1962 dirige Semiramide con Joan Sutherland, la Simionato e Wladimiro Ganzarolli e nel 1964 Il barbiere di Siviglia (Rossini) con Luigi Alva, la Cossotto, Sesto Bruscantini e Ghiaurov fino al 21 aprile.
Nel 1962, ormai settantaseienne, rinuncia all'incarico di primo direttore d'orchestra e direttore musicale del Teatro dell'Opera di Roma.
Nel 1964, avvalendosi ancora una volta dell'orchestra del Teatro dell'Opera di Roma, registra per la EMI Andrea Chénier, di Umberto Giordano, con Antonietta Stella e Franco Corelli. Il 12 aprile dello stesso anno dà l'addio alle scene dirigendo alla Scala, con grande successo, ancora il Don Carlo.
Nella prima settimana di novembre del 1964 inizia a Roma l'incisione di Tosca, ma pochi giorni viene colto da un ictus e, ricoverato in una clinica della capitale, si spegne il giorno 13.
Su Gabriele Santini un ritratto completo ne "La virtù dell'elefante" di Paolo Isotta (per il quale la Traviata da lui diretta è la migliore mai incisa) uscito nel 2014 (Marsilio): Anche in "Altri canti di Marte" (2015) lo storico della musica annovera Santini fra i più grandi direttori da lui ascoltati.

## Discografia selettiva
- La bohème di Giacomo Puccini; Orchestra e Coro del Teatro San Carlo di Napoli; Renata Tebaldi (Mimì); Giacomo Lauri-Volpi (Rodolfo); Tito Gobbi (Marcello); Elda Ribetti (Musetta); Giulio Neri (Colline) - 1951 Golden Age of Opera / Great Opera Performances[2]
- L'elisir d'amore di Gaetano Donizetti; Orchestra e Coro del Teatro dell'Opera di Roma; Nicola Monti (Nemorino); Margherita Carosio (Adina); Tito Gobbi (Belcore); Melchiorre Luise (Dottor Dulcamara) - 1952, EMI
- La traviata di Giuseppe Verdi; Orchestra sinfonica di Torino della RAI e Coro Cetra; Maria Callas (Violetta); Francesco Albanese (Alfredo); Ugo Savarese (Germont) - 1953, Fonit Cetra[3]
- Don Carlo di Giuseppe Verdi (4 atti); Orchestra e Coro del Teatro dell'Opera di Roma; Boris Christoff (Filippo II); Antonietta Stella (Elisabetta di Valois); Tito Gobbi (Rodrigo); Mario Filippeschi (Don Carlo); Giulio Neri (Grande inquisitore); Elena Nicolai (Eboli); Plinio Clabassi (il frate) - 1954, EMI
- Simon Boccanegra di Giuseppe Verdi; Orchestra e Coro del Teatro dell'Opera di Roma; Tito Gobbi (Simon Boccanegra, divenuto Doge); Boris Christoff (Jacopo Fiesco); Victoria de los Ángeles (Maria Boccanegra); Giuseppe Campora (Gabriele Adorno) - 1957 EMI
- Norma di Vincenzo Bellini; Orchestra e Coro del Teatro dell'Opera di Roma; Anita Cerquetti (Norma); Miriam Pirazzini (Adalgisa), Franco Corelli (Pollione); Giulio Neri (Oroveso) - 1958, registrazione dal vivo, Great Opera Performances
- Madama Butterfly di Giacomo Puccini; Orchestra del Teatro dell'Opera di Roma; Victoria de los Ángeles (Butterfly/Cio-Cio-San); Jussi Björling (Pinkerton); Miriam Pirazzini (Suzuki); Mario Sereni (Sharpless) - 1959, EMI
- Don Carlo di Giuseppe Verdi (5 atti); Orchestra e Coro del Teatro alla Scala di Milano; Flaviano Labò (Don Carlo), Boris Christoff (Filippo II); Antonietta Stella (Elisabetta di Valois); Ettore Bastianini (Rodrigo); Ivo Vinco (Grande inquisitore); Fiorenza Cossotto (Eboli); Alessandro Maddalena (il frate) - 1961, Deutsche Grammophon
- Andrea Chénier di Umberto Giordano; Orchestra e Coro del Teatro dell'Opera di Roma; Franco Corelli (Andrea Chénier); Antonietta Stella (Maddalena di Coigny); Mario Sereni (Gérard); Luciana Moneta (Contessa di Coigny) - 1964, EMI
- Manon Lescaut di Giacomo Puccini; Orchestra e coro del Teatro di San Carlo, di Napoli; Floriana Cavalli (Manon), Carlo Bergonzi (Des Grieux), Giuseppe Valdengo (Lescaut), Mariano Caruso (Edmondo), Antonio Cassinelli (Geronte) - 1964, registrazione dal vivo, Bongiovanni
- Cavalleria Rusticana di Pietro Mascagni, Orchestra e Coro dell'Opera di Roma; Franco Corelli (Turiddu), Victoria de Los Angeles (Santuzza); Mario Sereni (Alfio) - 1962, EMI